# Псковская историческая библиотека
«Псковская историческая библиотека» — серия книг, издаваемая в Пскове с 2004 года по настоящее время издательством  ГУП «Псковская областная типография» (до февраля 2005 года директор — С. А. Биговчий).
В 2005 году серия «Псковская историческая библиотека» была награждена дипломом Федерального агентства по печати и массовым коммуникациям за развитие регионального краеведения, за вклад в популяризацию истории, изучение и сохранение исторического и культурного наследия.
К 2015 году в серии вышла 21 книга.

## Издания по годам

### 2004
- Средневековый Псков: Власть, общество, повседневная жизнь в XV—XVII веках. 
/ Аракчеев В. А. — Псков: Псковская областная типография, 2004 г. — 357 с. [1] с.: ил + 3 отд. л. карт.; суперобложка. — 1 500 экз. — ISBN 5-94542-107-3.
- Губернский городовой. История городской псковской полиции в XVIII — начале XX вв. 
/ Седунов А. В. — Псков: Псковская областная типография, 2004 г. — 232 с.; суперобложка. — 1 050 экз. — ISBN 5-94542-122-7. 
  - Оглавление: От автора (стр. 5). Введение (8). Глава 1. "Полиция есть душа гражданства..." Полномочия городской полиции XVIII - начала XX вв. 1.1. "Для улучшения порядков в сем городе..." Обязанности и функции Псковской городской полиции в XVIII - середине XIX вв. (15). 1.2. "Охранение общественной безопасности и порядка" в Пскове в конце 1850 - 1917 гг. (48). Глава 2. "Дабы сохранены были благочиние и добронравие". Организация и деятельность Псковской полиции в XVIII - начале XX вв. 2.1. "От воров и разбойников..."Структура Псковской полиции в XVIII - середине XIX вв. (79). 2.2. Реформирование Псковской полиции во второй половине XIX - начале XX вв. (104). 2.3. "Для бережения от огня". Организация пожарной команды в Пскове в XVIII -начале XX вв. (126). Глава 3. "Безопасность Отечества и государя". 3.1. Политический сыск и Псковская полиция (137). 3.2. Псковская полиция и тюремные учреждения в XIX - начале XX вв. (187). Заключение 203. Примечания (206). Приложения (218). Список источников и использованной литературы (222).
- Обаяние мундира. История Псковского кадетского корпуса. 
/ Михайлов А. А. — Псков: Псковская областная типография, 2004 г. — 296 с., ил.; суперобложка. — ISBN 5-94542-105-7.
- Город Опочка и его уезд в прошлом и настоящем (1414—1914 гг.). 
/ Софийский Л. И. — Псков: Псковская областная типография, 2004 г. — ISBN 5-94542-092-1.

### 2005
- Порхов и его уезд: Сборник дореволюционных публикаций / Сост. Н. Ф. Левин. — Псков: ГП «Псковская областная типография», 2005. — 498 с. — (Псковская историческая библиотека). — 1000 экз. — ISBN 5-94542-134-0. (в пер., суперобл.; карта)

- Псков в 1920-1930-е годы. Очерки социально-культурной жизни / А. В. Филимонов. — Псков: ГП «Псковская областная типография», 2005. — 544 с. — (Псковская историческая библиотека). — 1000 экз. — ISBN 5-94542-153-7. (в пер., суперобл.) Приложения: 3 вкладки: 4 карты: Псковской губернии 1923 г., План г. Пскова; Карта путей Ленинградской области; Схематическая карта Псковского края 1927 г.
- Осада Пскова глазами иностранцев. Дневники походов Батория на Россию (1580—1581 гг.) / Пер. с польск. О. Н. Милевского. Вступит. статья и комментарии д.и.н. проф. А. А. Михайлова; Биографический очерк Н. Ф. Левина. — Псков: ГП «Псковская областная типография», 2005. — 504, [32] с. — (Псковская историческая библиотека). — 3000 экз. — ISBN 5-94542-140-5. (в пер., суперобл.; 2 карты ф. А3)
- Храмы и монастыри губернского Пскова: Сборник дореволюционных публикаций / Сост. и автор вступит. статьи Н. Ф. Левин. — Псков: ГП «Псковская областная типография», 2005. — 504 с. — (Псковская историческая библиотека). — 2000 экз. — ISBN 5-94542-157-X. (в пер., суперобл.)
- Летопись Троицкого Собора г. Острова Псковской губернии. Летопись г. Острова и его уезда / Панов Н. А. Репринтное издание. — Псков: ГП «Псковская областная типография», 2005. — 544 с. — (Псковская историческая библиотека). — 1000 экз. — ISBN 5-94542-085-9. (в пер., суперобл.)
- Шпионы и диверсанты. Борьба с прибалтийским шпионажем и националистическими бандформированиями на Северо-Западе России / М. Ю. Литвинов, А. В. Седунов. — Псков: ГП «Псковская областная типография», 2005. — 344 с. — (Псковская историческая библиотека). — 4000 экз. — ISBN 5-94542-135-9. (в пер., суперобл., карта)

### 2006
- Святыни и древности Псковского уезда. Сборник дореволюционных публикаций. 
/ Сост.: Левин Н. Ф. — Псков: ГП «Псковская областная типография», 2006 г. — 517 с.; суперобложка. — 2 100 экз. — ISBN 5-7522-0137-4.

### 2008
- Поднятый из руин. Послевоенное восстановление и развитие Пскова (1944 — начало 1950-х гг.). 
/ Филимонов А. В. — Псков: ГП «Псковская областная типография», 2008 г. — 448 с.; суперобложка. — 500 экз. — ISBN 978-5-94542-227-8.

### 2009
- История княжества Псковского. 
/ Евгений (Болховитинов), митрополит. Переиздание подготовили Н. Ф. Левин, Т. В. Круглова. — Псков: Псковская областная типография, 2009 г. — 412 с., [2] с. - Приложения: План г. Пскова ; Подробная таблица о числе жителей. — ISBN 978-5-94542-244-5 (в пер. ).

### 2010
- Псков — город воинской славы: Статьи и документы / Сост. Н. Ф. Левин. — Псков: ГП «Псковская областная типография», 2010. — 448 с. — (Псковская историческая библиотека). — 2000 экз. — ISBN 978-5-94542-253-7. (в пер., суперобл.)

### 2011
- Псков, русские земли и Восточная Европа в XV–XVII вв.: К 500-летию вхождения Пскова в состав единого Русского государства. — Псков: ГП «Псковская областная типография», 2011. — 456 с. — (Псковская историческая библиотека). — 500 экз. — ISBN 978-5-94542-254-4. (в пер., суперобл.)

### 2012
- Власть прошлого: Очерки истории и культуры Псковской земли в XIII-XIX вв / В. А. Аракчеев. — Псков: ГП «Псковская областная типография», 2012. — 320 с. — (Псковская историческая библиотека). — ISBN 978-5-94542-286-5. (в пер., суперобл.)
- Псков в годы Первой мировой войны, 1914-1915 гг. / А. А. Михайлов. — Псков: Дом печати, 2012. — 344, [8] с. — (Псковская историческая библиотека). (в пер., суперобл.)

### 2013
- «…От судеб защиты нет»: Михайловское в 1934—1941 гг. / Дарья Александровна Тимошенко. — Псков: ГП «Псковская областная типография», 2013. — 392, [32] с. — (Псковская историческая библиотека). — 1000 экз. — ISBN 978-5-9902990-2-3. (в пер., суперобл.)[2]
- ПолитПсковъ: Факты, расследования, комментарии : Сб. ст.. — Псков: ГП «Псковская областная типография», 2013. — (Псковская историческая библиотека). — ISBN 978-5-94542-293-3. (в пер., суперобл.)

### 2014
- Рабинович Я. Н. Малые города Псковской земли в Смутное время / Под ред. С. А. Мезина. — Псков: Псковская областная типография, 2014. — 256 с. — (Псковская историческая библиотека). — 2000 экз. — ISBN 978-5-94542-313-8.[3]

### 2015
- О русском романтизме ; Русская философская поэзия ; Лев Толстой. Путь писателя ; Воспоминания ; Переписка / Евгений Александрович Маймин; под ред. Н. Л. Вершининой и Е. Е. Дмитриевой-Майминой; подгот. текста, писем и коммент. Е. Е. Дмитриевой-Майминой. — Псков : Псковская областная типография, 2015. — 865 с. : [8] л. фот. — (Псковская историческая библиотека).

## Названия по алфавиту
1. Город Опочка и его уезд.
2. Губернский городовой.
3. История княжества Псковского.
4. Летопись Троицкого Собора г. Острова Псковской губернии. Летопись г. Острова и его уезда.
5. Обаяние мундира.
6. Осада Пскова глазами иностранцев.
7. Поднятый из руин.
8. Псков в 1920-1930-е годы.
9. Псков — город воинской славы. Сборник.
10. Псков, русские земли и Восточная Европа в XV–XVII вв. К 500-летию вхождения Пскова в состав единого Русского государства. Сборник.
11. Порхов и его уезд.
12. Святыни и древности Псковского уезда. Сборник.
13. Средневековый Псков.
14. Шпионы и диверсанты.
15. Храмы и монастыри губернского Пскова.

## Редакционный совет «Псковской исторической библиотеки»
- В. А. Аракчеев
- А. А. Бологов
- С. А. Биговчий
- Г. Н. Василевич
- О. К. Волочкова
- Н. А. Гаврилов
- Е. П. Иванов
- Н. М. Калашник
- А. Н. Кирпичников (р. 1929)
- Н. Ф. Левин
- Е. Э. Михайлов
- М. М. Медников
- А. А. Михайлов
- А. Л. Налепин
- В. И. Павлова
- А. Г. Стройло
- О. В. Федотов
- С. В. Ямщиков (1938—2009)

## Авторы
- Аракчеев, Владимир Анатольевич
- Бологов, Александр
- Болховитинов, Евгений. Митрополит.
- Гаврилов, Николай
- Курбатов, Валентин
- Левин, Натан Феликсович
- Литвинов М. Ю.
- Лихачев, Дмитрий Сергеевич
- Медников, Михаил
- Михайлов Андрей Александрович.
- Панов, Николай Александрович. Протоиерей.
- Рабинович, Яков Николаевич
- Седунов, Александр Васильевич
- Софийский Л. И.
- Филимонов, Аналолий Васильевич